# 尼科·舒爾茨
尼科·舒爾茨（德語：Nico Schulz，1993年4月1日—），是一名德國職業足球員。司職左閘，現効力安卡華高古。

## 球會生涯

### 哈化柏林
2000年，舒爾茨加入了哈化柏林的青年軍，交出良好的表現，英格蘭超級足球聯賽球隊利物浦更有意簽下他，但舒爾茨拒絕，選擇留在柏林發展。2009-10賽季，他曾跟隨哈化柏林青年隊打進青年德國足協盃的決賽，對陣賀芬咸，可惜以1比2落敗。舒爾茨首次獲准跟隨球隊在隨後賽季的季前訓練營，與一線隊的球員一同訓練，並成功令其他留下深刻印象。
2010年8月4日，在德國足協盃第1圈對陣普富倫多夫體育會時，舒爾茨首次為球隊上陣。他於第81分鐘後備入替多莫夫齊斯基，最終球隊以2比0小勝。在隨後的兩季，他成為球隊後備的其中一員，間中為球隊上陣。2013年3月30日，他在對陣波琴時，攻入職業生涯首個入球。

### 門興格拉德巴赫
2015年8月14日，舒爾茨轉會至門興格拉德巴赫，簽約4年。

### 多特蒙德
2019年5月22日，舒尔茨加盟多特蒙德。

## 榮譽
哈化柏林
- 德國乙組足球聯賽：2010-11賽季

## 外部連結
- 尼科·舒爾茨 （页面存档备份，存于）於哈化柏林官方網站上的資料
- 尼科·舒爾茨 （页面存档备份，存于）於踢球者上的資料（德文）
- 尼科·舒爾茨於Worldfootball.net上的資料
- fussballdaten.de：尼科·舒爾茨之統計數據 （德文）